# Diaphus ostenfeldi
Diaphus ostenfeldi är en fiskart som beskrevs av Tåning 1932. Diaphus ostenfeldi ingår i släktet Diaphus och familjen prickfiskar. Inga underarter finns listade i Catalogue of Life.